# Apilocrocis novateutonialis
Apilocrocis novateutonialis là một loài bướm đêm trong họ Crambidae.